# Скопенко, Виктор Васильевич

Могила Скопенко В. В.

Ви́ктор Васи́льевич Скопе́нко (укр. Віктор Васильович Скопенко; 12 декабря 1935, Новгородка, Днепропетровская область — 5 июля 2010, Киев) — советский и украинский химик, доктор химических наук (1970), профессор (1972), академик Национальной академии наук Украины и Академии педагогических наук Украины (отделение педагогики и психологии высшей школы, 1992).
Герой Украины (1999), Заслуженный деятель науки и техники УССР (1991), дважды лауреат Государственной премии Украины в области науки и техники (1990, 1995). Ректор Киевского национального университета имени Т. Шевченко (1985—2008). Член ЦК КПУ (1986—1991).

## Биография
Родился 18 декабря 1935 года в посёлке Новгородка (ныне в Кропивницком районе Кировоградской области) в семье учителей. Украинец.
Отец, Василий Скопенко, — будущий Герой Советского Союза; мать, Анна Митрофановна (1914—1991).
Окончил среднюю школу № 36 в городе Кривой Рог.
В 1953 году поступил на химический факультет Киевского государственного университета. В 1957 году, на 4 курсе, получил грамоту за лучшую студенческую научную работу по исследованиям селеноцианатных комплексов металлов. Впоследствии эта тема была исследована им глубже и результаты работы стали основой будущих кандидатской и докторской диссертаций. На 5 курсе начал работать химиком в Государственной научно-исследовательской реставрационной мастерской. После окончания университета год работал в Научно-исследовательском санитарно-химическом институте.
В 1959 году поступил в аспирантуру Киевского университета, где под руководством профессора Андрея Голуба подготовил и в 1962 году защитил кандидатскую диссертацию на тему «Селеноцианатные комплексы некоторых металлов».
В 1962 году начал преподавать в Киевском университете на должности ассистента кафедры неорганической химии. До 1966 года прошёл путь от ассистента до старшего преподавателя и доцента. Сочетание педагогической и научной деятельности позволило продолжать разработку проблемы синтеза и изучение комплексных псевдогалогенидных соединений металлов в неводных средах.
В 1966 году назначен на должность заместителя декана химического факультета. В 1970 году защитил докторскую диссертацию на тему «Селеноцианаты металлов и их свойства».
В 1970 году избран коллективом на должность председателя профсоюза, на которой проработал 5 лет.
В 1972 году присвоено учёное звание профессора по специальности «Неорганическая химия». К тому времени под его руководством уже было защищено 4 кандидатских диссертации, начала формироваться научная школа профессора Скопенко.
В 1974 году на кафедре неорганической химии под его руководством начато новое научное направление — координационная химия поверхности, которое позволило открыть новые катализаторы и адсорбенты для концентрирования и разделения катионов металлов.
С 1975 года — проректор по учебной работе Киевского государственного университета, с 1978 года — первый проректор. В 1977 году избран заведующим кафедры неорганической химии, где под его руководством проводились работы в области твёрдофазного синтеза и синтеза из расплавленных солей различных функциональных материалов на основе фосфатов, оксидов и сульфидов одно- и поливалентных металлов. По его инициативе активизированы работы в области бионеорганической и металлоорганической химии.
В 1978 году избран членом-корреспондентом АН УССР. В январе 1985 года назначен на должность ректора Киевского университета, на которой проработал до 2008 года. Совмещал руководство университетом и научно-педагогическую работу: как ректор продолжил читать специальные и нормативные курсы, руководил научной работой кафедры неорганической химии.
В 1988 году избран академиком АН УССР по специальности «неорганическая химия», с 1992 года — академик Академии педагогических наук Украины.
В 1985 году избиран депутатом Верховного Совета УССР.
Государственный служащий 1-го ранга (1998). Избирался народным депутатом Украины IV созыва (2002—2006) от блока «За единую Украину!» (№ 5 в списке). Снял свою кандидатуру.
В 1998—2003 годах — председатель Высшей аттестационной комиссии Украины, создал систему аттестации научных кадров. С 1995 года — член комиссии по вопросам реформирования высшего образования на Украине, с 1996 года — член совета по вопросам науки и научно-технической политики при президенте Украины, с 1997 года — член комитета по государственным премиям Украины в области науки и техники, в 1997—2001 годах — член совета по вопросам языковой политики при президенте Украины.
10 апреля 2008 года указом президента Украины Виктора Ющенко отменён приказ о назначении Скопенко ректором КНУ. 5 мая 2008 года президент изменил формулировку — ректор был уволен с должности в связи с выходом на пенсию.
Украинские СМИ сообщали, что Скопенко передал под коммерческую застройку 36,77 га университетских земель. В январе 2006 года за средства фонда университета приобрёл себе автомобиль Nissan Murano за 312 тыс грн.
Владел немецким языком.
Умер 5 июля 2010 года в Киеве от рака. Похоронен 7 июля 2010 года на Байковом кладбище.

### Семья
- Жена Валентина Никитична (род. 1937) — химик, пенсионерка;
- Сын Вячеслав (род. 1966) — специалист по международному праву;
- Дочь Елена (род. 1960) — биохимик.

## Научная деятельность
Автор более 400 научных работ, среди которых 15 монографий и учебников, 60 авторских свидетельств, защищено 38 кандидатских и 11 докторских диссертаций.
Возглавлял научную школу координационной химии, основанную на кафедре неорганической химии профессором А. М. Голубом в начале 1960-х годов.
Первый период развития школы был связан с исследованиями координационных соединений, содержащих псевдогалогенидные лиганды и получил завершение в монографии «Химия псевдогалогенидов» (1986). В 1990 году работы в области координационной химии псевдогалогенидов отмечены Государственной премией УССР в области науки и техники.
Второй период развития школы (начало 1970-х годов) характеризуется созданием новых научных направлений. Выяснение биохимической роли аминокислот и биологических функций, выполняющих металлами в живых организмах, дали толчок исследованиям в области бионеорганической химии амидных, гидразидных и оксимных производных аминокислот (защищены 2 докторские и 10 кандидатских диссертаций).
В направлении координационной химии поверхности проводятся исследования процессов комплексообразования на поверхности модифицированных неорганических полимеров и синтез комплексов с N-, O-, S-, P-содержащими органическими и неорганическими лигандами, иммобилизированными на поверхности силикоксидов (защищены 2 докторские и 6 кандидатских диссертаций, опубликованы 2 монографии).
Исследование реакций комплексообразования с участием металлических порошков, оксидов и сульфидов металлов сформировали новое научное направление — прямой синтез координационных соединений (защищена 1 докторская и 8 кандидатских диссертаций, опубликованы 2 монографии, получена Государственная премия Украины в области науки и техники за 1995 год).

### Научные публикации
Монографии
- Chemie der Pseudohalogenide / Edited by А. М. Golub, H. Кohler, V. V. Skopenko. Berlin: VEB Deutscher Verlag der Wissenschaften, 1979.
- Chemistry of Pseudohalides / Edited by А. М. Golub, H. Кohler, V. V. Skopenko. Amsterdam-Lausanne-New York-Oxford-Shannon-Singapore-Tokyo: Elsevier, 1986.
- Галогениды и псевдогалогениды висмута / В. В. Скопенко, А. Ж. Жумабаев, В. А. Калибабчук. — Нукус: Каракалпакстан, 1988.
- Светочувствительные диазонафтолы / В. В. Скопенко, В. А. Калибабчук. — К.: Вища школа, 1988.
- Прямой синтез координационных соединений / В. В. Скопенко, В. Н. Кокозей, О. Ю. Васильева, В. А. Павленко и др. / Под редакцией В. В. Скопенко. — К.: Вентури, 1997.
- Комплексы на поверхности химически модифицированных кремнеземов / Холин Ю. В., Зайцев В. Н. / Под ред. В. В. Скопенко. — Харьков: Фолио, 1997.
- Комплексообразующие кремнеземы: синтез, строение привитого слоя, химия поверхности / В. Н. Зайцев / Под ред. В. В. Скопенко. — Харьков: Фолио, 1997.
- Direct synthesis of coordination and organometallic compounds / V. V. Skopenko, V. N. Kokozay, O. Yu. Vassilyeva, V. A. Pavlenko and others / Edited by A. D. Garnovskii, B. I. Kharisov. Amsterdam-Lausanne-New York-Oxford-Shannon-Singapore-Tokyo: Elsevier, 1999.

Учебники
- Голуб А. М. Загальна та неорганічна хімія. — К.: Вища школа, 1969.
- Голуб А. М., Скопенко В. В. Основи координаційної хімії. — К.: Вища школа, 1977.
- Скопенко В. В., Григорьева В. В. Важнейшие классы неорганических соединений. — К.: Вища школа, 1983.
- Скопенко В. В., Григор’єва В. В. Найважливіші класи неорганічних сполук. — К.: Либідь, 1996.
- Скопенко В. В., Савранський Л. І. Координаційна хімія. — К.: Либідь, 1997.

## Награды
- Орден Трудового Красного Знамени (1981);
- Орден Дружбы народов (1985);
- Почётная грамота Президиума Верховного Совета УССР;
- Почётный доктор Братиславского университета (1988);
- Почётный доктор Ягеллонского университета (1988);
- Орден Христофора Колумба (Доминиканская Республика, 1988);
- Премия имени Л. В. Писаржевского АН Украины (1989);
- Государственная премия Украины в области науки и техники (1990, 1995);
- Заслуженный деятель науки и техники УССР (30 апреля 1991[4]) — за заслуги в подготовке высококвалифицированных специалистов, развитие и внедрение научных исследований;
- Почётный доктор Черновицкого университета (1995);
- Почётная грамота Президента Украины (12 декабря 1995[5]) — за выдающийся вклад в развитие высшего образования Украины, подготовку высококвалифицированных специалистов, становление отечественной химической науки;
- Почётный профессор Чаотунгского национального университета (Тайвань) (1997);
- Великий офицер ордена Заслуг (Португалия, 16 апреля 1998)[6];
- Орден «За заслуги» (Украина) 3-й степени (19 августа 1998[7]) — за весомый личный вклад в становление украинской государственности, заслуги в социально-экономическом, научно-техническом и культурном развитии Украины и по случаю 7-й годовщины независимости Украины;
- Орден Святого равноапостольного князя Владимира Великого (1998);
- Почётный профессор Международного университета Платона (1988);
- Заслуженный профессор Киевского национального университета имени Тараса Шевченко (1999);
- Герой Украины с вручением Ордена Державы (14 сентября 1999[8]) — за выдающийся личный вклад перед Украинским государством в развитие национального образования, подготовку высококвалифицированных специалистов, многолетнюю плодотворную научную и педагогическую деятельность.
- Почётный гражданин города Киева (1999);
- Почётный доктор Таврического национального университета (2000);
- Премия имени В. Вернадского (2000);
- Орден «За заслуги» (Украина) 1-й степени (18 декабря 2000[9]) — за весомый личный вклад в развитие отечественного образования, многолетнюю плодотворную научно-педагогическую и общественную деятельность;
- Почётный доктор Московского университета (2001);
- Почётный доктор Национального педагогического университета имени М. П. Драгоманова (2002);
- Почётный доктор Ростовского государственного университета (2002);
- Орден Звезды итальянской солидарности (2003);
- Почётный доктор Национального университета Узбекистана (2004);
- Орден Чести (Грузия) (2004);
- Орден князя Ярослава Мудрого 5-й степени (9 сентября 2004[10]) — за выдающийся личный вклад в укрепление интеллектуального потенциала Украины, достижение высокого международного авторитета национального университетского образования, многолетнюю плодотворную научную и педагогическую деятельность и по случаю 170-летия Киевского национального университета имени Тараса Шевченко;
- Медаль Вернадского (2005).

## Память
- Имя на Стеле Героев в Кривом Роге.